# Джарад, Абдельазиз
Абдельазиз Джарад (араб. عبد العزيز جراد‎; род. 12 февраля 1954, Хеншела, Французский Алжир) — алжирский политик, премьер-министр Алжира с 28 декабря 2019 года по 30 июня 2021 года.

## Биография
Родился 12 февраля 1954 года в Хеншеле, в 1976 году окончил алжирский Институт политологии и международных отношений, в 1981 году получил докторскую степень по политологии в Парижском университете. С 1992 года преподавал в разных университетах в Алжире и за рубежом.
В 1989—1992 годах являлся директором алжирской Национальной школы управления, в 1992—1993 годах — советник администрации президента Алжира по дипломатическим вопросам, в 1993—1995 годах — глава администрации президента Алжира. Генеральный директор Алжирского агентства международного сотрудничества (1996—2000), генеральный секретарь Министерства иностранных дел Алжира (2001—2003).
Будучи членом Центрального комитета Фронта национального освобождения, в ходе президентской кампании 2004 года поддерживал кандидатуру Али Бенфлиса.
В силу политического сотрудничества с Бенфлисом исключён из руководства ФНО и оставил государственную службу. В 2016 году вернулся в ЦК партии, но вновь вышел из него после избрания генеральным секретарём Джамаля Улда Аббеса. В 2019 году публично поддержал протесты, направленные против президента Бутефлики.
28 декабря 2019 года новый президент Абдельмаджид Теббун назначил Абдельазиза Джарада премьер-министром (его предшественником был Сабри Букадум, временно исполнявший обязанности премьера после отставки Нуреддина Бедуи).
4 января 2020 года было сформировано правительство Джарада в составе 39 человек, включая 7 министров-делегатов и 4 государственных секретарей. Пять второстепенных должностей получили женщины, ключевые портфели остались в руках прежних министров: Сабри Букадум остался министром иностранных дел, а Белькасем Зегмати — министром юстиции; несколько постов заняли профессионалы, а не политические назначенцы. Президент Теббун упразднил должность заместителя министра обороны, которую несколько лет занимал Ахмад Гайд Салах, а сам стал министром обороны.
23 июня 2020 года Джарад сформировал своё второе правительство, заменив министров высшего образования, энергетики и финансов.
21 февраля 2021 года по требованию президента Теббуна сформирован новый кабинет, при сохранении на прежних должностях премьер-министра и ключевых министров (заменены министры энергетики, промышленности, водных ресурсов, туризма, окружающей среды и общественных работ).
24 июня 2021 года на следующий день после оглашения официальных итогов новых парламентских выборов, относительную победу на которых вновь одержал Фронт национального освобождения, Джарад объявил об отставке своего правительства (явка на выборах составила 23 %, ФНО потерял 50 депутатских мест и со 105 мандатами контролирует около четверти парламента). Его преемником на посту премьер-министра страны стал министр финансов Аймен Бенабдеррахман.